# Xenohelea luteinervis
Xenohelea luteinervis är en tvåvingeart som först beskrevs av De Meijere 1907.  Xenohelea luteinervis ingår i släktet Xenohelea och familjen svidknott. Inga underarter finns listade i Catalogue of Life.